# Pomona (mitologia)
Na mitologia romana, Pomona é a deusa da abundância e dos pomares, sendo, por vezes, confundida por Deméter, deusa da agricultura. Seu nome vem da palavra latina pomum, que se traduz como "fruto". É apresentada em figura de uma bela ninfa. A tesoura de poda é seu atributo. Ela é deusa unicamente romana, nunca identificada com qualquer homólogo grego, e é particularmente associada com o florescimento das árvores.
No século XIX, em estátuas e decorações de edifícios ela era geralmente mostrada carregando um grande prato de frutas ou uma cornucópia. Uma estátua de Pomona nua pode ser vista na fonte Pulitzer, localizada no Grand Army Plaza do Central Park, perto do Plaza Hotel em Nova Iorque.